# Горнево (Жуковский район)
Горнево — деревня в Жуковском районе Калужской области России. Входит в состав сельского поселения «Село Высокиничи».

## География
Стоит недалеко от берегов реки Протва, рядом — Ивановское.

## История
До 1775 входила в Оболенский уезд Московской провинции Московской губернии, после относилась к  Тарусскому уезду Калужского наместничества, затем губернии.
В 1913 году входила Высокиничскую волость Тарусского уезда.

## Население
| 2002 | 2010 |
| ---- | ---- |
| 20   | ↘14  |